# Epicauta singularis
Epicauta singularis es una especie de coleóptero de la familia Meloidae.

## Distribución geográfica
Habita en Estados Unidos y México.